# Bence Pongrácz
Bence Pongrácz (23 de setembro de 1999) é um judoca húngaro. Competiu nos Jogos Olímpicos de Verão de 2024 em Paris, sendo eliminado nas oitavas de final.
Conquistou a medalha de bronze no Campeonato da Europa de 2024 em Zagreb. A história de Pongracz, que terminou a sua carreira já durante a mais recente pandemia, para agora regressar e tornar-se medalhista de bronze no Europeu de seniores. Conquistou uma medalha de bronze na Taça da Europa de 2017, em Bratislava. Conquistou uma medalha de bronze na Taça da Europa de Juniores em Lignano, em 2019. Conquistou uma medalha de prata no Open da Europa em Varsóvia, em 2023. Conquistou a medalha de bronze na Taça da Europa de Celje, em 2023. Conquistou o título de campeão húngaro de seniores em 2023. É treinado por Ungvari Miklos.